# Georg Ludwig Hartig
Georg Ludwig Hartig (Gladenbach, 2 settembre 1764 – Berlino, 2 febbraio 1837) è stato un botanico tedesco, specializzato in selvicoltura.

## Biografia
Hartig nacque a Gladenbach, nell'attuale Hesse. Dopo aver acquisito una pratica di conoscenza sulla selvicoltura da suo zio a Harzburg, studiò dal 1781 al 1783 presso l'Università di Giessen, che aveva iniziato anche un corso di istruzione in selvicoltura pochi anni prima, nel 1778.

## Carriera
Nel 1786, Hartig fu nominato responsabile delle foreste della principessa Solms-Braunfels di Hungen, nel Wetterau, Assia. Mentre era in questa posizione, ha fondato una scuola per l'insegnamento della selvicoltura, una delle prime scuole dedicate alla selvicoltura in Europa.
Passato un decennio, a Hungen, nel 1797, fece il revisore delle foreste del principe Orange-Nassau, successivamente si trasferì a Dillenburg, proseguendo l'attività nella sua scuola forestale. La presenza è aumentata considerevolmente a Dillenburg. Sullo scioglimento del principato di Napoleone Bonaparte nel 1805 perse la sua posizione come revisore.
Nel 1806, Hartig andò a Stoccarda facendo nuovamente lo stesso lavoro. Cinque anni dopo, nel 1811, fu chiamato a Berlino. Qui andò di nuovo a scuola a studiare, in particolare presso l'Università di Berlino.
Hartig viene considerato uno dei padri fondatori dell'assestamento forestale.
Hartig divenne professore onorario presso l'Università di Berlino nel 1830. Morì a Berlino il 2 febbraio 1837.

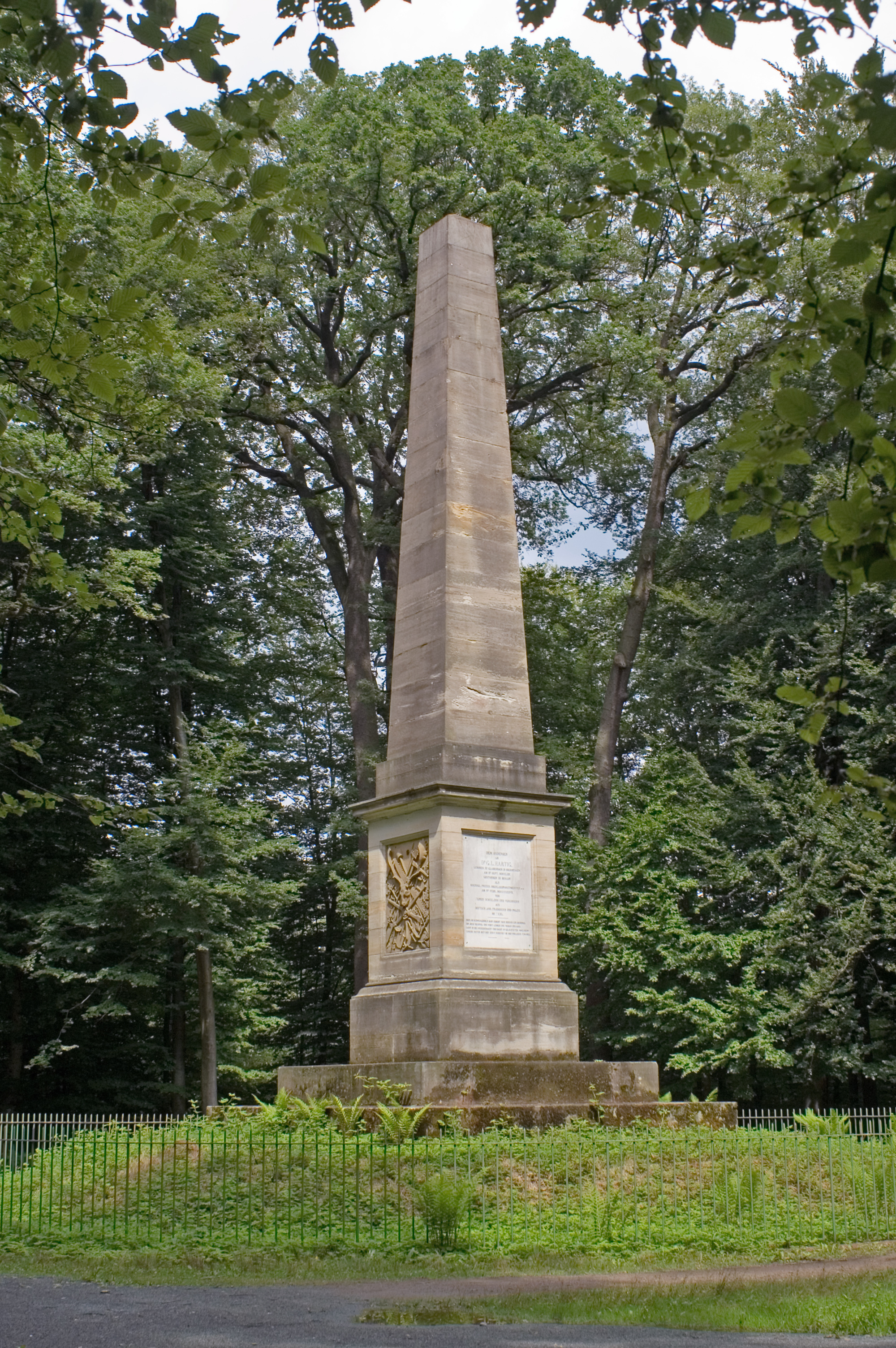
Busto di a Darmstadt (2006)

## Opere principali
- Anweisung zur Holzzucht für Förster, Marburg 1791
- Physicalische Versuche über das Verhältniß der Brennbarkeit der meisten deutschen Wald-Baum-Hölzer...etc., 1794
- Anweisung zur Taxation der Forste oder zur Bestimmung des Holzertrags der Wälder...etc., Gießen 1795
- Grundsätze der Forst-Direktion, Hadamer: Neue Gelehrten Buchhandlung 1803
- Lehrbuch für Förster und die es werden wollen...etc.,(3 vol.), Stuttgart 1808
- Kubiktabellen für geschnittene, beschlagene und runde Hölzer...etc., 1815 (4ª ed. Berlin e Elbing, 1837; 10ª ed. Berlin, 1871)
- Lehrbuch für Jäger und die es werden wollen...etc., (2 vols.), Stuttgart 1810/181
- Beitrag zur Lehre von der Ablösung der Holz-, Streu- und Weideservituten, Berlin 1829
- Die Forstwissenschaft in ihrem Umfange...etc., Berlin 1831
- Lexikon für Jäger und Jagdfreunde oder waidmännisches Conversations-Lexikon, 1836 (2ª ed. Berlin, 1859–1861)

## Letteratura
- Hans Joachim Weimann: Hartigiana - Kurze Lebens- und Familiengeschichte des Staatsrathes und Ober-Landforstmeisters Georg Ludwig Hartig und dessen Gattin Theodore, geborene Klipstein. Wiesbaden 1990
- ders: Georg Ludwig Hartig in: Biographien bedeutender hessischer Forstleute. Georg-Ludwig-Hartig-Stiftung & J. D. Sauerländer, Wiesbaden und Frankfurt am Main 1990. ISBN 3-7939-0780-5
- Theodora Hartig, Karl Hasel, Wilhelm Mantel (eds.): Georg Ludwig Hartig im Kreise seiner Familie. Kurze Lebens- und Familiengeschichte des Staatsrats und Oberlandforstmeisters Georg Ludwig Hartig. Göttingen 1976
- Autorenkollektiv: Georg Ludwig Hartig (1764–1837) zum 150. Todestage. (Festakt zum 11. März 1987 in Gladenbach; Vorträge und Dokumentation.) Mitteilungen der Hessischen Landesforstverwaltung, Band 21. Sauerländer,  Frankfurt am Main 1987, ISBN 3-89051-064-7

## Famiglia
Anche suo figlio Theodor Hartig (1805-1880) e nipote Robert Hartig (1839-1901) sono stati distinti per i loro contributi sullo studio della selvicoltura.